# تورزینوو
تورزینوو (به لاتین: Turzynów) یک منطقهٔ مسکونی در لهستان است که در Gmina Chodów واقع شده‌است.